# Protogeometrico
Il periodo protogeometrico è la prima fase dell'arte greca compresa tra la distruzione delle rocche di Micene (inizio del XII secolo a.C.) e il 900 a.C., che preparò la strada all'avvento del mondo greco in quella nuova forma di aggregazione politica e sociale rappresentata dalla polis.
Questo periodo anticipa il periodo geometrico (che si sviluppa dal 900 a.C. fino al 700 a.C.).
Con il crollo della cultura micenea la scrittura e le arti palaziali furono dimenticate; ad Atene, dopo la prima fase chiamata "submicenea", una prima rinnovata attitudine alla forma si impose in epoca protogeometrica, mentre una nuova tradizione sorse in epoca geometrica, quando le immagini acquisirono nuovamente significato e funzione sociale.
Le prime sintesi basate sulle testimonianze archeologiche relative al cosiddetto medioevo ellenico apparvero nei primi anni settanta del XX secolo ad opera di Vincent Desborough (1972) e Anthony Snodgrass (1971). Il primo concentrava l'attenzione sui siti maggiormente conosciuti e studiati, come Atene, Cnosso e Argo, terminando l'indagine con l'inizio del periodo geometrico. Snodgrass allargava l'indagine sia in senso geografico sia in termini cronologici comprendendo tutto il geometrico. Gli scavi in Eubea, Lefkandi e Eretria, giunsero in seguito alla pubblicazione di questi lavori. Nicolas Coldstream nel 1977 proseguì il lavoro di Desborough approfondendo gli sviluppi regionali.

## Contesto storico
Le ipotesi relative al crollo della civiltà micenea sono diverse. Secondo una di queste ipotesi, alla fine del XII secolo a.C. dovette avvenire un grosso sconvolgimento nel Mediterraneo orientale, con i "popoli del mare" che distrussero l'impero ittita. Secondo le fonti letterarie, la civiltà micenea fu distrutta dalla calata di un popolo indoeuropeo invasore, i Dori, che nei miti sono indicati anche come gli "Eraclidi" di ritorno, ovvero discendenti di Eracle. Tale suggestione rivela come tale evento venisse percepito come interno al mondo greco e più che allo scontro tra popolazioni diverse farebbe pensare all'assestamento di ondate successive di popolazioni di ceppo greco: Dori che si mischiano con Micenei e Achei protogreci.
Il ferro era già conosciuto nell'Egeo all'inizio del XV secolo a.C., ma era difficoltoso da estrarre e abbastanza raro da essere considerato un metallo prezioso. L'utilizzo del bronzo, il metallo più diffuso durante il periodo miceneo, necessitava di importazioni di stagno dall'Oriente con il quale i contatti commerciali diminuirono fino ad interrompersi durante il protogeometrico. All'inizio del medioevo ellenico i fabbri greci dovettero iniziare a sfruttare maggiormente il ferro, che la Grecia offriva in discreta quantità, portandone la lavorazione al suo pieno sviluppo.
Dopo la colonizzazione del Peloponneso e delle Isole egee, nel periodo protogeometrico ci fu un evento che trasformò i confini della Grecia: la migrazione ionica. La migrazione attraverso l'Egeo fu una diaspora iniziata prima del 1050 a.C., che durò generazioni e che diede origine a quella che chiamiamo la popolazione ionica.
Nel IX secolo a.C. ripresero impulso il commercio e l'artigianato, nacque l'uso di un alfabeto derivato da quello fenicio ed ebbe luogo una nuova spinta colonizzatrice diretta verso l'Italia meridionale e la Sicilia.
La civiltà degli invasori fu più primitiva di quella micenea, come indicano i ritrovamenti archeologici, ma fu importante perché vide la nascita delle poleis, guidate dall'oligarchia nobiliare, e la comparsa dei caratteri fondamentali della religione greca.
Inoltre, i poemi omerici e la Teogonia di Esiodo segnarono la nascita della letteratura greca.

## Submiceneo
La frammentazione stilistica su base regionale (l'Argolide, le Isole del Mar Egeo, Lefkandi) nelle ceramiche del XII secolo a.C. indica che la cultura micenea, un tempo uniforme, si era scissa in stili regionali ormai chiusi in se stessi e che terminò in momenti diversi nelle diverse aree della Grecia. Durante il periodo submiceneo (1125-1050 a.C.) la cultura greca era solo parzialmente derivata da quella micenea, ne sono un indizio i differenti tipi tombali: a differenza di quanto avveniva nell'Attica orientale (ad esempio Perati, dove vivevano comunità di rifugiati micenei), nella zona occidentale dell'Attica le tombe a thòlos micenee non sopravvivevano. Il rito funebre prevalente presso i submicenei attici era l'inumazione che avveniva insieme a diversi oggetti posseduti in vita, come anelli o altri ornamenti per i capelli e per le vesti; scarse invece dovevano essere le offerte, stando all'esiguo numero di vasi ritrovati nei principali cimiteri, a Salamina e al Ceramico di Atene. La differenza nella ricchezza di queste tombe era data dalla quantità di materiale presente in esse e non dalla qualità. Le tombe più ricche potevano comprendere oggetti in oro e in vetro, ma non vi erano preferenze nel tipo di oggetti o nella loro forma o decorazione.
Oltre al significato delle immagini era andato perduto, insieme alle basi della cultura micenea, il senso della qualità artigianale degli oggetti. Nell'XI secolo a.C. i pittori vascolari ateniesi dipingevano solo forme astratte premendo il pennello contro il vaso che girava sulla ruota: semicerchi concentrici, triangoli, linee ondulate, erano motivi eseguiti a mano e senza accuratezza. Il diametro massimo, che è una dimensione fondamentale nell'architettura di ogni vaso, sui vasi submicenei si trovava generalmente sotto la metà del corpo, come per un cedimento dell'argilla alla forza di gravità.

## Protogeometrico

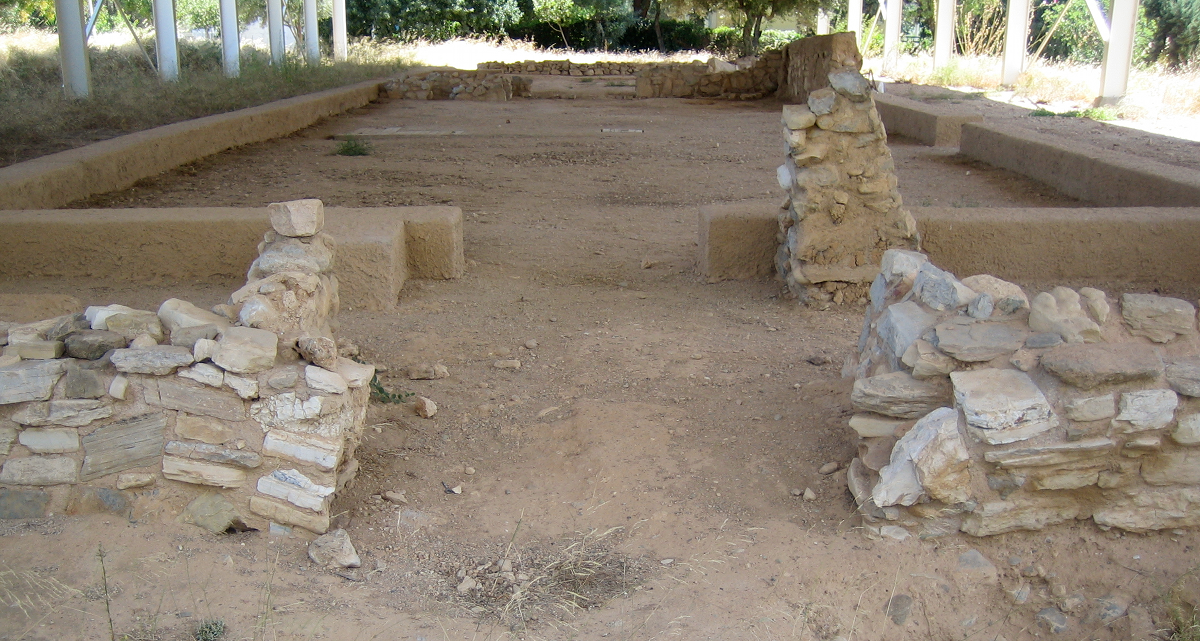
Edificio di Lefkandi

Durante il protogeometrico (1050-900 a.C.) iniziarono a formarsi alcune distinzioni nelle pratiche funerarie: il rito prevalente divenne la cremazione mentre l'inumazione fu riservata ai bambini; allo stesso tempo iniziarono ad evidenziarsi alcune differenze, attribuibili al sesso e alla classe sociale del defunto, nel corredo funerario e nelle forme ceramiche utilizzate.
Una nuova cultura artigiana, che raggiunse in breve tempo il resto della Grecia, si formò nei villaggi di Atene, ma anche altre comunità erano ugualmente attive e vivaci. Argo era stata un centro di produzione metallurgica molto importante durante l'età del bronzo e le sue ceramiche protogeometriche furono le uniche in grado di competere con quelle attiche. Lo stesso può dirsi di Lefkandi, dove vivevano ceramisti che erano stati protagonisti durante le prime esportazioni greche verso il Mediterraneo orientale, e certamente aveva importato un gran numero di oggetti dal Vicino Oriente. Gli scavi ad Asini hanno restituito una sequenza ceramica ininterrotta dall'età micenea al protogeometrico; simile continuità insediativa è stata riscontrata dagli scavi presso il santuario di Kalapodi.
A Lefkandi si rinvenne negli anni ottanta del XX secolo una struttura absidale costruita intorno al 1000 a.C., notevole per la data, per le dimensioni (550 m2), per la presenza di ciò che sembra essere stato un peristilio e per la funzione che dovette svolgere quando venne trasformato in tumulo: il culto di un "eroe" che anticipava di quasi 300 anni il fenomeno dell'autolegittimazione dell'aristocrazia greca come discendente dagli eroi dell'età del bronzo. Un simile edificio consente di riflettere sull'organizzazione sociale e sulle condizioni economiche che dovettero permetterne l'erezione, mentre analoghi rinvenimenti (Mitrou e Thermo) non consentono di ritenerlo caso unico ed isolato.
Tra la produzione del XII secolo a.C. degli ultimi artigiani micenei e la ceramografia attica dell'VIII secolo a.C. trascorse un'epoca apparentemente priva di immagini. La statuetta in terracotta rinvenuta a Lefkandi, per metà uomo e per metà animale, probabile primitiva rappresentazione di un centauro, appartenente al tardo X o all'inizio del IX secolo a.C. e il cavallo attico protogeometrico dipinto su un'anfora funeraria del Ceramico (Atene, Museo del Ceramico 560) sono precoci e solitari esempi di una evoluzione che avverrà da lì a 200 anni, durante i quali l'arte greca continuò a rimanere essenzialmente astratta.

### Ceramografia
Dopo sessant'anni di scavi, studi e classificazioni, il primo lavoro completo sulla ceramica protogeometrica apparve nel 1952 ad opera di Vincent Desborough, un testo che permetteva di seguire l'unità dello stile attraverso i vari territori della Grecia pur evidenziandone le particolarità regionali, la complessità e la problematicità delle transizioni.
La decorazione astratta submicenea divenne in epoca protogeometrica uno stile ordinato e rigoroso, capace di interagire con la forma del vaso. I vasai attici sollevarono il diametro massimo del vaso al centro del ventre o sopra la spalla, svilupparono un materiale pittorico migliore e usarono una ruota più veloce. Sulla spalla posero l'ornamento caratteristico del nuovo stile, il semicerchio concentrico applicato a compasso con un pennello multiplo, le bande orizzontali dividevano il vaso nelle sue parti principali e il cerchio si identificava con il ventre implicandone il volume sferico. Il vaso veniva interpretato come la somma delle sue parti le quali stabilivano una relazione simpatetica con gli ornamenti sulla superficie. L'idea del pennello multiplo proveniva da Cipro; il compasso fu ritenuto invenzione attica sinché esemplari ceramici decorati con pennello multiplo e compasso furono restituiti dagli scavi di Kalapodi e datati anteriormente al periodo protogeometrico. Lo stile attico si diffuse presto ad altre parti della Grecia e per la prima volta gli altri stili regionali dovettero affrontare lo stile attico con le sue norme tecniche, la sua precisione e l'articolazione armonica della parte con il tutto. Una volta stabilitosi nel tardo XI secolo a.C. cambiò molto poco nel corso del X. Le figure non avevano alcun ruolo da svolgere nella struttura vascolare protogeometrica; la silhouette di cavallo sulla già citata anfora 560 del Ceramico, datata intorno alla metà del X secolo a.C. era funzionale alla nobilitazione del committente, sia come simbolo di rango aristocratico, sia come allusione alla processione rituale funeraria conosciuta come ekphora durante la quale un gruppo di cavalli trasportava il carro funebre verso il rogo.